# 木村権右衛門
木村 権右衛門（きむら ごんうえもん、1874年11月14日 - 1934年8月29日）は、日本の政治家。衆議院議員（1期）。

## 経歴
大阪府出身。漢学を学ぶ。鶴橋町会議員、同耕地整理組合副組合長、淀川左岸水害予防会議員となる。
1920年の第14回衆議院議員総選挙において大阪6区から無所属で立候補して当選する。のち、庚申倶楽部に入り、衆議院議員を1期務め、1924年の第15回衆議院議員総選挙には立候補しなかった。1934年に死去した。